# 五十嵐均
五十嵐 均（いがらし ひとし、1934年12月31日 -）は、日本の小説家・推理作家。東京府（現・東京都）生まれ。東京都立日比谷高等学校、慶應義塾大学法学部卒業。本名は五十嵐鋼三。妹は小説家の夏樹静子。
1994年、『ヴィオロンのため息の 高原のDデイ』で第14回横溝正史賞（現・横溝正史ミステリ大賞）大賞を受賞しデビューする。

## 作品リスト

### 単行本
- ヴィオロンのため息の 高原のDデイ（1994年5月 角川書店 / 1997年8月 角川文庫）
- フランス橋暮色（1994年9月 角川書店）
- 篭の女 湘南殺人海溝（1994年10月 光文社カッパ・ノベルス）
  - 【改題】篭の中の女（1999年1月 光文社文庫）
- 死体を置いていかないで（1994年11月 カドカワノベルズ）
- 審判の日（1995年3月 角川書店 / 1998年4月 角川書店）
- インディアナポリスの鮫（1995年8月 読売新聞社）
- 2010年の殺人（1995年10月 角川書店）
- 緊急着陸!（1996年4月 実業之日本社ジョイ・ノベルス）
- 天草の女 島原の乱 夢幻行（1996年5月 カドカワノベルズ）
- βの悲劇（1996年7月 角川書店 / 2000年7月 角川書店） - 共著：夏樹静子
- オホーツク わが愛（1996年10月 東京書籍）
- 白い闇（1997年10月 読売新聞社）
- 生まれ代りの時代（1997年12月 角川書店）
- 物語新約聖書（2000年3月 角川書店）

### アンソロジー
「」内が五十嵐均の作品
- 誘拐（1995年1月 カドカワノベルズ / 1997年10月 角川文庫）「セコい誘拐」
- 金田一耕助の新たな挑戦（1996年2月 カドカワノベルズ / 1997年9月 角川文庫）「金田一耕助帰国す」
- 熱海連続殺人事件（1999年1月 文藝春秋）「アマン」
- 不可思議な殺人（2000年2月 祥伝社文庫）「愛の時効」